# Platone di Battria
Platone (fl. II secolo a.C.) è stato un sovrano del Regno greco-battriano che regnò brevemente nella Battria meridionale o sulla Paropamisadae durante la metà del II secolo a.C..
Lo stile delle monete di Platone suggerisce che fosse un parente di Eucratide I, probabilmente un fratello in quanto è sempre raffigurato come un uomo di mezza età, la cui ascesa al potere si colloca probabilmente nel 170-165 a.C. Alcune sue monete recano delle iscrizioni che potrebbero essere interpretate come date utilizzanti l'era indo-greca, iniziata intorno al 186 a.C.: in questo caso Platone avrebbe regnato attorno al 140 a.C.; questa datazione è compatibile con quella del numismatico Bopearachchi, che colloca il regno di Platone tra il 145 e il 140 a.C., in quanto le sue monete non sono state ritrovate tra le rovine di Ai-Khanum, città battriana distrutta durante il regno di Eucratide.